# Rýt žlutý

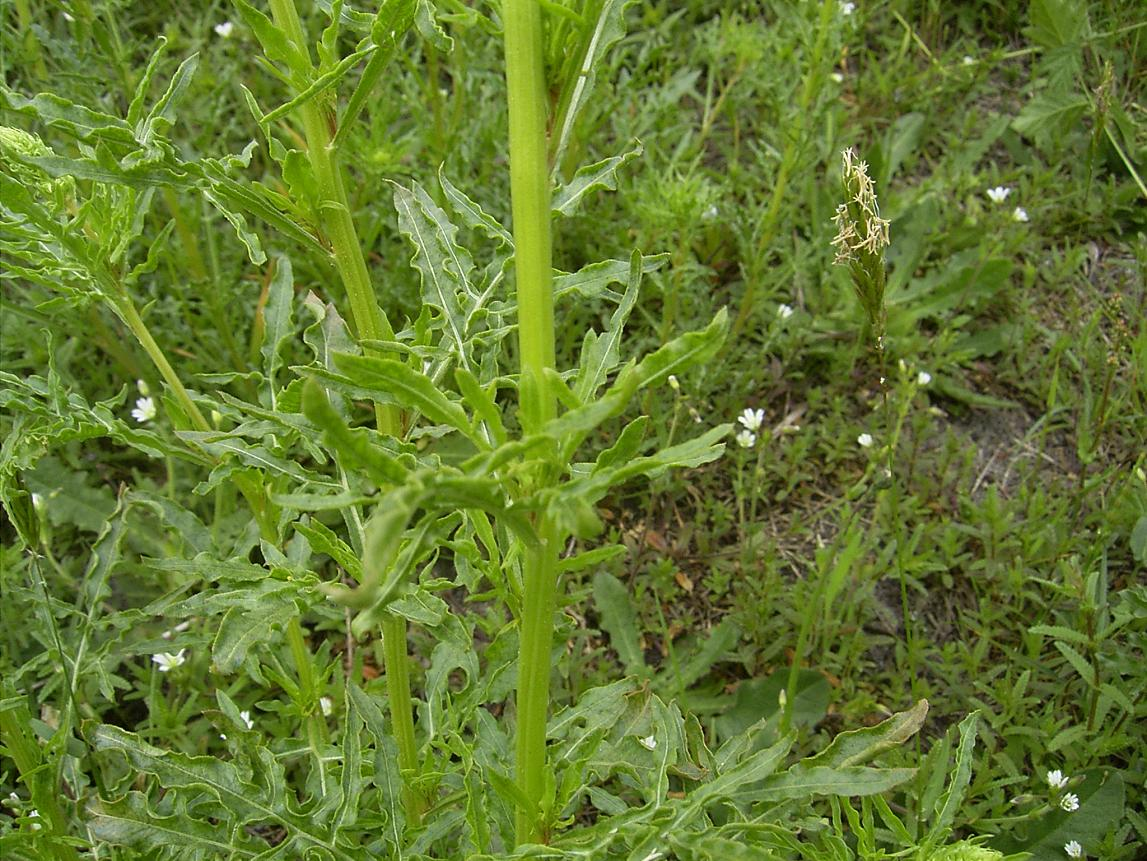
Lodyhy rýtu žlutého (Reseda lutea)

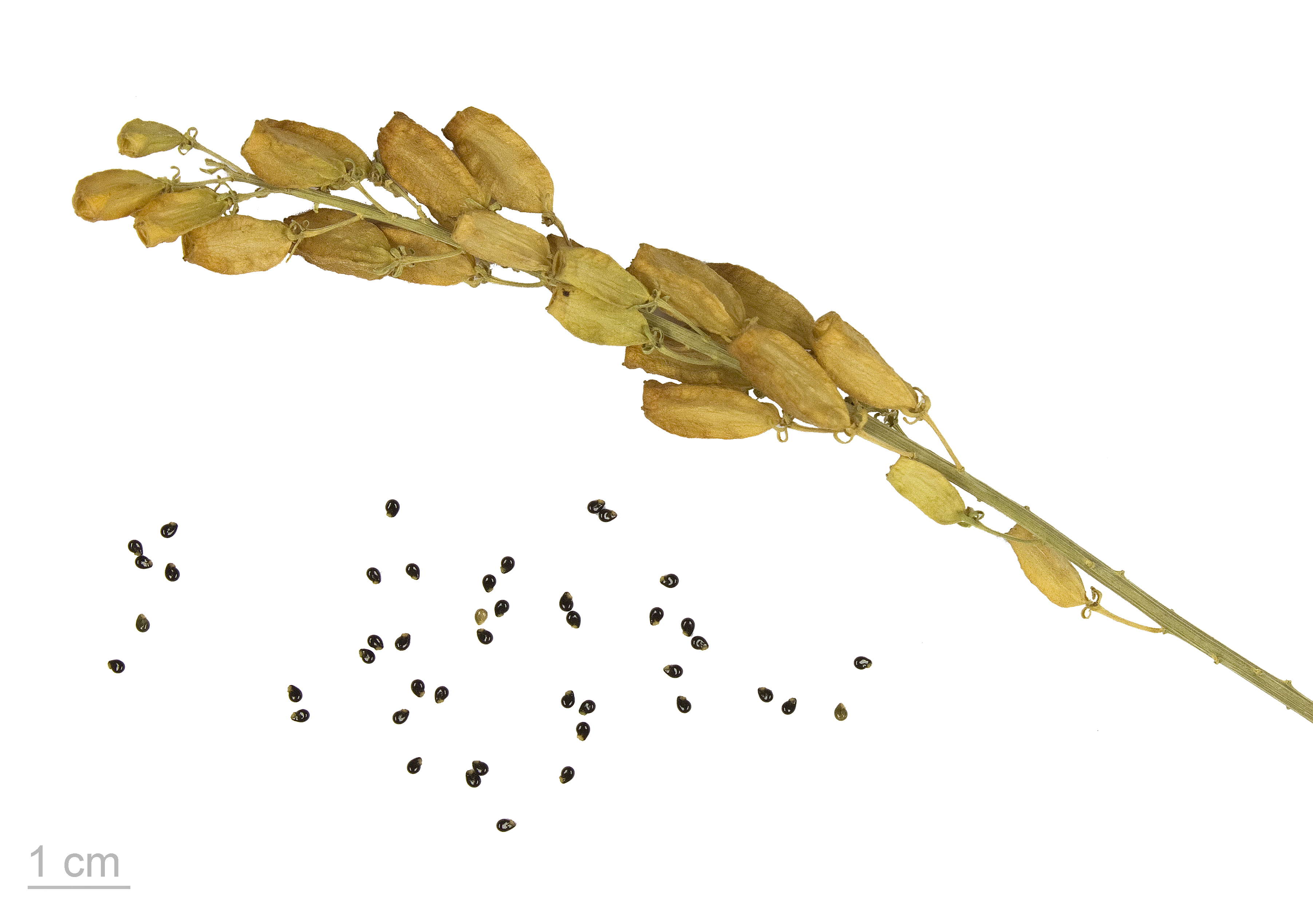
Suché plodenství rýtu žlutého

Rýt žlutý (Reseda lutea) je bylina mírného podnebného pásu rostoucí na slunných stráních i na ruderálních stanovištích.

## Rozšíření
Původem je tato rostlina z jižní Evropy, z oblastí okolo Středozemního moře. Vyskytuje se ve většině zemí západní a střední Evropy, částečně v jižní Evropě a v Makaronésii. Dále byla zavlečena na sever i jih Afriky, do Severní Ameriky, východní Asie, Austrálie i na Nový Zéland.
Do České republiky se rýt žlutý dostal ve starověku nebo raném středověku a zdomácněl zde. Roste hojně v pásmu od nížin do podhůří na slunných odvodněných místech ovlivněných činnosti člověka, jako jsou rumiště, silniční nebo železniční náspy nebo polní úhory. Roste zvláště ve středních Čechách, v polabské nížině, na Žatecku, jakož i na střední a jižní Moravě.

## Popis
Je to dvouletá až vytrvalá rostlina s lodyhou poléhavou, vystoupavou i zpřímenou, může podle toho dosahovat výšky od 20 do 60 cm. Z vřetenovitého kořene, i 30 cm dlouhého, vyrůstá často rozvětvená žebernatá lodyha, která má listy třídílné nebo 1 až 3krát peřenodílné až peřenosečné. Jejich úkrojky dlouhé od 1 do 2 cm jsou čárkovité až podlouhle kopinaté, na okrajích mohou být vlnité nebo zubaté. Bazální listy v husté přízemní růžici jsou podlouhle eliptické, nedělené, dvou až trojlaločné, s úzce křídlatými řapíky. Druh je ovšem, co se týče tvaru listů, značně variabilní.
Souměrné, nevonné, drobné, zelenavě žluté květy jsou veliké 7 až 10 mm a vytvářejí hroznovitá květenství. Jsou oboupohlavné a vyrůstají na stopkách dlouhých 4 až 6 mm v paždí listenů. Kalich je tvořen 6 volnými zelenými lístky s bílým olemováním, jsou neopadavé a mají podlouhlý tvar a délku asi 3 mm. Korunu tvoří 6 nestejně velikých volných žlutozelených plátků. Oba hořejší jsou největší, jsou rozeklány na 3 ušty, střední je čárkovitý a krajní půlměsíčkové, společně vytvářejí pakorunku chránící nektar před vyplavení deštěm. Dva postranní jsou stejně veliké, jeden ze spodních je úzký a mnohem kratší.
Podplodních tyčinekbývá v květu 12 i více. Srůstají vespod společně se stopkou svrchního semeníku, který je vytvořen ze tří plodolistů. Opylení se děje převážně cizím pylem, prašníky se otvírají dříve, než jsou dozrála vajíčka. Tyčinky bývají zpočátku převislé, později se některé z nich vztyčují a pyl může dopadnout na případně neopylenou bliznu. Některé oboupohlavné květy mají pestíky zakrnuté. Kvetou od května do října, opylovány jsou hmyzem.
Pestík se vyvine v jednopouzdrou, tupě hranatou, drsnou tobolku podlouhlého tvaru, se třemi hroty na vrcholu. Tobolka, která obsahuje po stěnách mnoha hladkých a lesklých, zeleno až hnědočerných, vejčitých semen dlouhých 1,6 až 1,8 mm, se otvírá na vrcholu a zralá semena vítr pohybující tobolkou rozsévá do okolí, semena dále rozšiřují mravenci.

## Rozmnožování
Rozmnožuje se jen semeny, která vyklíčí již na podzim a vytvoří veliké, k zemi přitisknuté růžice listů, které přezimují. Druhým rokem z nich vyrostou květonosné lodyhy, které začínají brzy kvést a mnohdy kvetou až do prvních mrazů, během roku v závislosti na dostatku vláhy bohatě obrostou. Listové růžice brzy zasychají. Rýtu žlutému se nejlépe daří ve vápnitých půdách, snáší sucho, je silně světlomilný. Jedna rostlina vyprodukuje za rok až 400 000 semen, které si podržují klíčivost i 5 let.

## Význam
Až na teplé oblasti, kde se výjimečně může ve větší míře vyskytovat na vinicích, v okopaninách, vytrvalých pícninách nebo v obilí, příliš neškodí. V chladnějších oblastech se vyskytuje dočasně a pomíjivě. Navíc dobrým zpracováním půdy (orba a vláčení) se dá z polí téměř vymýtit.

## Invazní druh
V Austrálii je rýt žlutý považován za invazní druh, který silně zapleveluje pastviny a pole na zásaditých půdách, což se v původním prostředí ve Středozemí i jinde v Evropě nestává. Tento rozdíl je pravděpodobně zapříčiněn rozdílem v hloubce orby i setí obilovin a dále nepřítomnosti přirozených biologických nepřátel nosatce Baris picicornis a zrnokaza Bruchella suturalis. Tito již byli v laboratorních podmínkách zkoušeni ale jsou dosud obavy, aby nezačali napadat např. čínské zelí (Brassica chinensis) a brukev řepák (Brassica rapa).